# Бёлер, Лоренц
Лоренц Бёлер (нем. Lorenz Böhler; 15 января 1885, Вольфурт, Форарльберг, Австро-Венгрия — 20 января 1973, Вена) — австрийский учёный, хирург. Пионер неотложной хирургической помощи, пионер современной травматологии.

## Биография
С 1905 по 1911 год изучал медицину в Венском университете.
В 1911 г. получил степень доктора медицины в Медицинской школе Венского университета.
С 1914 г. работал в клинике Мейо, Рочестер (Миннесота), США.
В 1925 г. основал Unfallkrankenhaus (травматологический госпиталь) в Вене. Бёлер убедил страховые компании в проведении компенсации работникам несчастных случаев на производстве, организовал помощь рабочим с производственными травмами.
В 1940 году был избран членом Немецкой академии наук Леопольдина.
Является одним из основателей концепции неотложной хирургической и травматологической помощи, а также одним из основоположников травматологии и остеосинтеза. Создатель одного из первых специализированных травматологических госпиталей в Европе.
Разработал принципы, методы и технические устройства для консервативного и оперативного лечения переломов костей конечностей, приемы рентгенодиагностики переломов костей, не потерявшие актуальность и в настоящее время
Разработал принципы, методы, способствовавшие заживлению переломов бедренной кости на 50-70 % (когда обычный успех был менее 10 %). Выступал за иммобилизацию, одновременно поддерживая активное движение всех других частей тела, впервые создал специализированные больницы скорой помощи, способствуя заживлению переломов бедренной кости.
Опубликовал более 400 научных работ и был почётным членом 33 всемирных ассоциаций. Его книга «Лечение переломов» стала бестселлером и была переведена на восемь языков.
Его именем названа ежегодная научная премия, присуждаемая за инновационные исследования в сфере медицин — Премия Дурига — Бёлера (1976).
Умер 20 января 1973 года в Вене. Похоронен на Кладбище Дёблинг.

## Награды
- 1915 — Рыцарский крест Императорского австрийского ордена Франца Иосифа.
- 1917 — Крест за заслуги перед Австрийским Красным Крестом.
- Австрийский почётный знак «За науку и искусство»
- Почётное кольцо города Вены
- 1957 — Почётный гражданин г. Вольфурта
- 1972 — Новая больница скорой помощи названа в его честь «Больница скорой помощи Вены Лоренца Бёлера».